# Alizay
Alizay és un municipi francès situat al departament de l'Eure i a la regió de Normandia. L'any 2007 tenia 1.362 habitants.

## Demografia

### Població
El 2007 la població de fet d'Alizay era de 1.362 persones. Hi havia 513 famílies, de les quals 100 eren unipersonals (48 homes vivint sols i 52 dones vivint soles), 147 parelles sense fills, 214 parelles amb fills i 52 famílies monoparentals amb fills.
La població ha evolucionat segons el següent gràfic:
Habitants censats

### Habitatges
El 2007 hi havia 527 habitatges, 508 eren l'habitatge principal de la família, 1 era una segona residència i 17 estaven desocupats. 512 eren cases i 13 eren apartaments. Dels 508 habitatges principals, 313 estaven ocupats pels seus propietaris, 187 estaven llogats i ocupats pels llogaters i 8 estaven cedits a títol gratuït; 4 tenien una cambra, 21 en tenien dues, 96 en tenien tres, 214 en tenien quatre i 173 en tenien cinc o més. 421 habitatges disposaven pel capbaix d'una plaça de pàrquing. A 217 habitatges hi havia un automòbil i a 247 n'hi havia dos o més.

### Piràmide de població
La piràmide de població per edats i sexe el 2009 era:
| Homes | Edats   | Dones |
| ----- | ------- | ----- |
| 0     | 95 o +  | 0     |
| 0     | 90 a 94 | 8     |
| 0     | 85 a 89 | 8     |
| 4     | 80 a 84 | 0     |
| 16    | 75 a 79 | 24    |
| 16    | 70 a 74 | 24    |
| 12    | 65 a 69 | 24    |
| 28    | 60 a 64 | 16    |
| 32    | 55 a 59 | 16    |
| 36    | 50 a 54 | 64    |
| 76    | 45 a 49 | 68    |
| 44    | 40 a 44 | 48    |
| 56    | 35 a 39 | 44    |
| 32    | 30 a 34 | 52    |
| 32    | 25 a 29 | 32    |
| 36    | 20 a 24 | 36    |
| 48    | 15 a 19 | 56    |
| 68    | 10 a 14 | 52    |
| 64    | 5 a 9   | 28    |
| 24    | 0 a 4   | 32    |

## Economia
El 2007 la població en edat de treballar era de 902 persones, 655 eren actives i 247 eren inactives. De les 655 persones actives 618 estaven ocupades (318 homes i 300 dones) i 37 estaven aturades (19 homes i 18 dones). De les 247 persones inactives 70 estaven jubilades, 91 estaven estudiant i 86 estaven classificades com a «altres inactius».

### Ingressos
El 2009 a Alizay hi havia 507 unitats fiscals que integraven 1.358 persones, la mediana anual d'ingressos fiscals per persona era de 18.997 €.

### Activitats econòmiques
Dels 73 establiments que hi havia el 2007, 4 eren d'empreses extractives, 1 d'una empresa alimentària, 11 d'empreses de fabricació d'altres productes industrials, 13 d'empreses de construcció, 13 d'empreses de comerç i reparació d'automòbils, 7 d'empreses de transport, 4 d'empreses d'hostatgeria i restauració, 4 d'empreses financeres, 4 d'empreses immobiliàries, 4 d'empreses de serveis, 3 d'entitats de l'administració pública i 5 d'empreses classificades com a «altres activitats de serveis».
Dels 18 establiments de servei als particulars que hi havia el 2009, 1 era una oficina de correu, 2 tallers de reparació d'automòbils i de material agrícola, 1 autoescola, 2 fusteries, 5 lampisteries, 3 empreses de construcció, 2 perruqueries i 2 agències immobiliàries.
Dels 2 establiments comercials que hi havia el 2009, 1 era una botiga de menys de 120 m² i 1 una joieria.
L'any 2000 a Alizay hi havia 10 explotacions agrícoles que ocupaven un total de 378 hectàrees.

## Equipaments sanitaris i escolars
El 2009 hi havia 1 escola maternal i 1 escola elemental.

## Poblacions més properes
El següent diagrama mostra les poblacions més properes.